# Rob McKinnon
Robert  McKinnon (Glasgow, 31 juli 1966) is een voormalig Schots voetballer. De verdediger speelde onder andere voor Hartlepool United, Motherwell en het Nederlandse FC Twente.

## Carrière
McKinnon speelde in zijn jeugd voor Rutherglen Glencairn en startte zijn professionele voetbalcarrière bij Newcastle United, waar hij echter weinig tot spelen kwam. In 1986 werd hij ingelijfd door Hartlepool United, uitkomend in de Football League. Hij werd in 1988 door de supporters gekozen tot Speler van het seizoen en maakte in het seizoen 1990/1991 deel uit van het team dat promotie afdwong. In zes seizoenen kwam hij tot 247 competitiewedstrijden, waarna hij overstapte naar Motherwell. Voor de ploeg uit de Schotse Premier League kwam hij in vier seizoenen 152 keer uit.
In deze periode speelde McKinnon tevens zijn enige drie interlands voor het Schotse nationale team: In 1993 tegen Malta en in 1995 tegen Japan en Faeröer. Zijn debuut maakte hij op 17 november 1993 in de met 2-0 gewonnen WK-kwalificatiewedstrijd tegen Malta.
In de zomer van 1996 werd de inmiddels 30-jarige McKinnon door trainer Hans Meyer naar FC Twente gehaald. Zijn debuut voor de Enschedese club, een bekerwedstrijd tegen Ajax 2 op 14 augustus 1996, luisterde hij op met een doelpunt. In zijn tweede seizoen bij Twente kwam hij uit in de UEFA Cup. McKinnon speelde in twee seizoenen 50 wedstrijden voor de Tukkers. Hij was mateloos populair bij de supporters, maar vertrok desondanks in de zomer van 1998 wegens privé-omstandigheden terug naar Schotland. Hij tekende een contract bij Heart of Midlothian FC, dat hem echter uitleende aan achtereenvolgens Hartlepool United en Carlisle United. Zijn laatste seizoenen speelde McKinnon bij Clydebank, waar hij aanvoerder was. In 2002 stopte hij met professioneel voetbal.
Na zijn loopbaan was hij korte tijd voetbaltrainer. Tegenwoordig heeft hij samen met zijn vader en broer een autoreparatiebedrijf. Tevens werkt hij mee aan een sportprogramma op een lokaal radiostation in Edinburgh.